# Burguillos
Burguillos é um município da Espanha na província de Sevilha, comunidade autónoma da Andaluzia, de área 42 km² com população de 4876 habitantes (2007) e densidade populacional de 116,1 hab./km².

## Demografia
| Variação demográfica do município entre 1991 e 2004 | Variação demográfica do município entre 1991 e 2004 | Variação demográfica do município entre 1991 e 2004 | Variação demográfica do município entre 1991 e 2004 |
| --------------------------------------------------- | --------------------------------------------------- | --------------------------------------------------- | --------------------------------------------------- |
| 1991                                                | 1996                                                | 2001                                                | 2004                                                |
| 3180                                                | 3451                                                | 3690                                                | 3945                                                |